# دراجان توباك
دراجان توباك مواليد 10 أبريل 1987 في بانيا لوكا، جمهورية البوسنة والهرسك الاشتراكية، جمهورية يوغوسلافيا الاشتراكية الاتحادية، هو لاعب كرة سلة صربي. بدأ مسيرته الاحترافية في سنة 2006. يلعب في الدوري البلغاري الوطني لكرة السلة كلاعب وسط. يحمل الرقم 15. يبلغ طوله 7 قدم 1 بوصة (2.2 م).